# أرض العرب (المريخ)

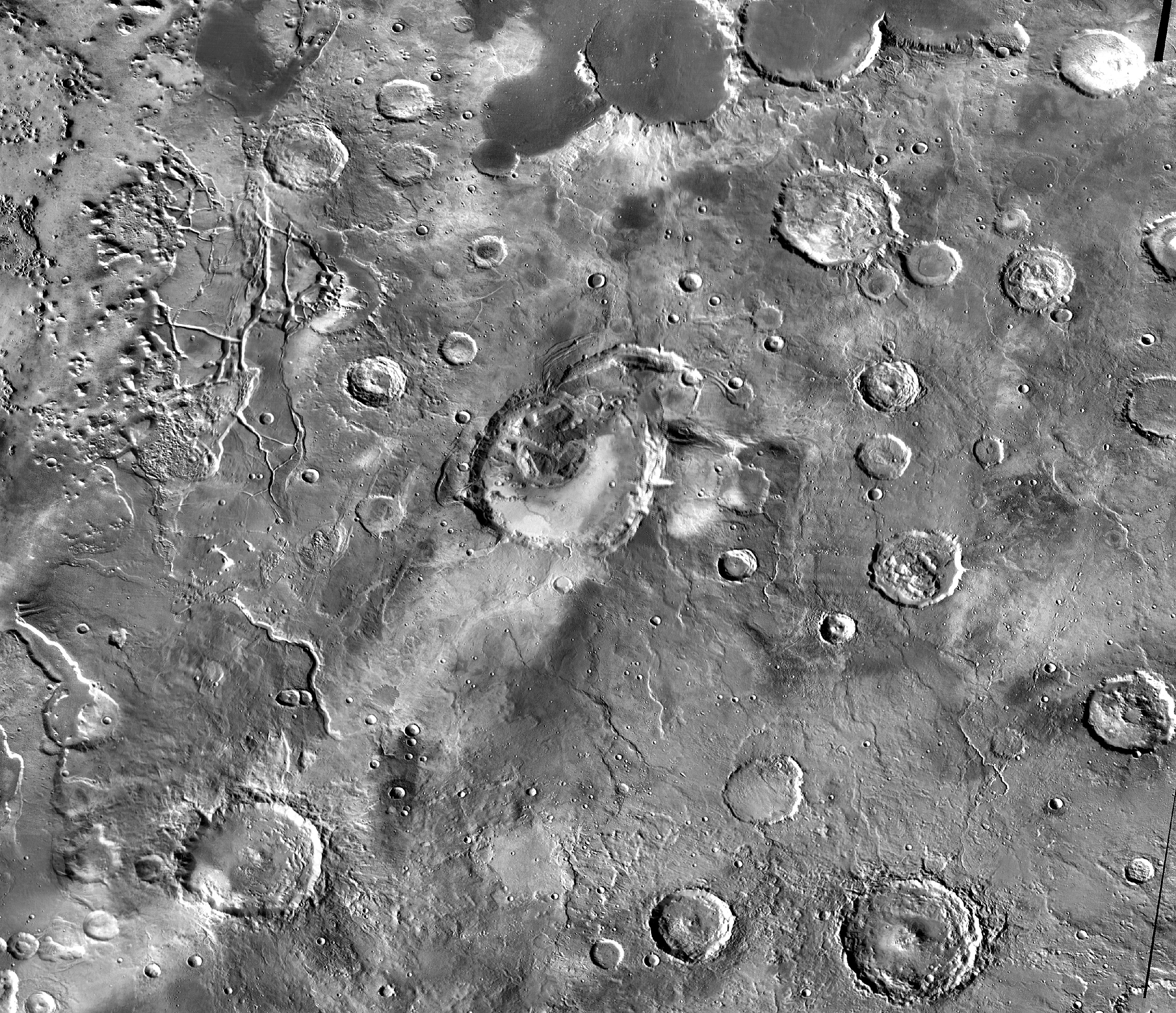
صورة نهارية للأرض العربية في كوكب المريخ تظهر فوهة عدن الصخرية (Eden Patera) ومحيطها.

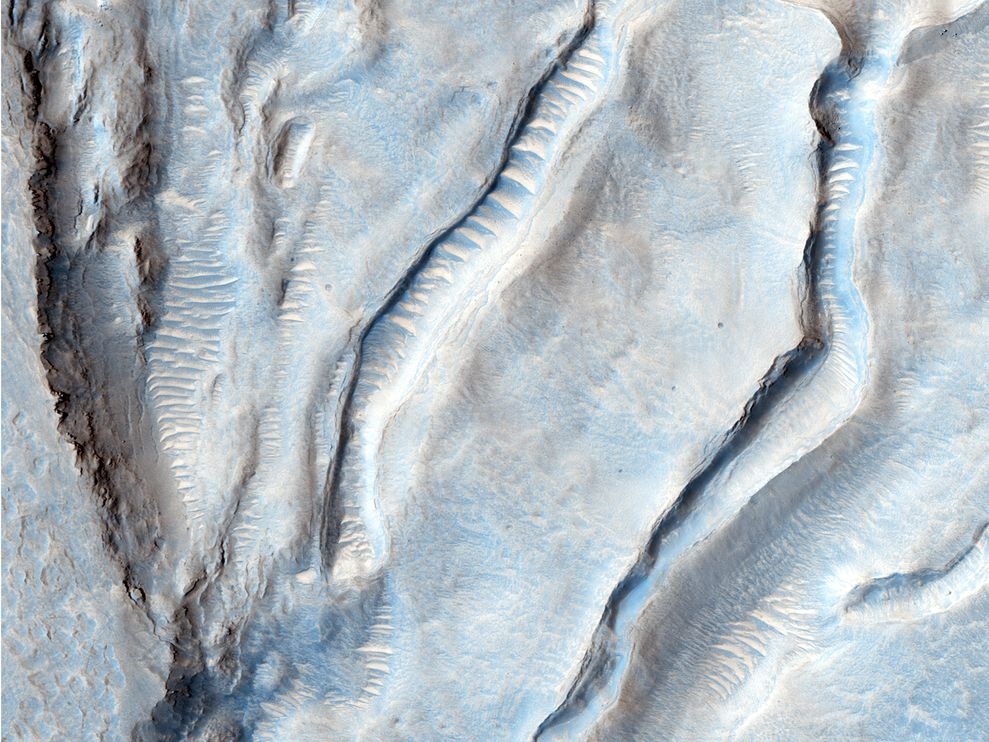
غطاء جليدي في جيحون باتيرا في الأرضية العربية.

أرض العرب (الاسم العلمي بالإنكليزية Arabia Terra)، وهي منطقة نجدية كبيرة من مناطق شمالي كوكب المريخ. وتقع بمعظمها في مربع العرب وجزء صغير منها في مربع مير أسيداليوم (mare aciadalium). ويوجد على سطحها حفر وفوهات بشكل كثيف كما أنها متآكلة بشكل كبير مما يدل على قدمها، ويعتبرها العلماء واحدة من أقدم تضاريس المريخ، وتبلغ مساحتها 4,500 كـم (2,800 ميل) في آقصى مداها، وهي تتركز حوال احداثيات </ref>}}إحداثيات: 19°47'N 30°00'E / 19.79°N 30°E
. وترتفع مناطقها الشرقية والجنوبية لتصل إلى 4 كـم (13,000 قدم) فوق الشمال الغربي، وإلى جانب العدد الكبير من الحفر والأخاديد، يوجد أودية عميقة تمر بها يصل معظمها إلى منخفضات السهول الشمالية من الكوكب التي تحد شمال الأرض العربية.

## التسمية
أطلق جيوفاني شياباريلي اسم "تيرا أريبيا"، وهي عبارة لاتينية تعني "الأرض العربية"، على هذه المنطقة في عام 1879 لما لها من ميزات البياض (albedo، أي وجود بقع بيضاء فيها والتي تتغاير بين الفاتح والداكن) والتي تشابه الميزات الطبيعية لـشبه الجزيرة العربية.

## التضاريس

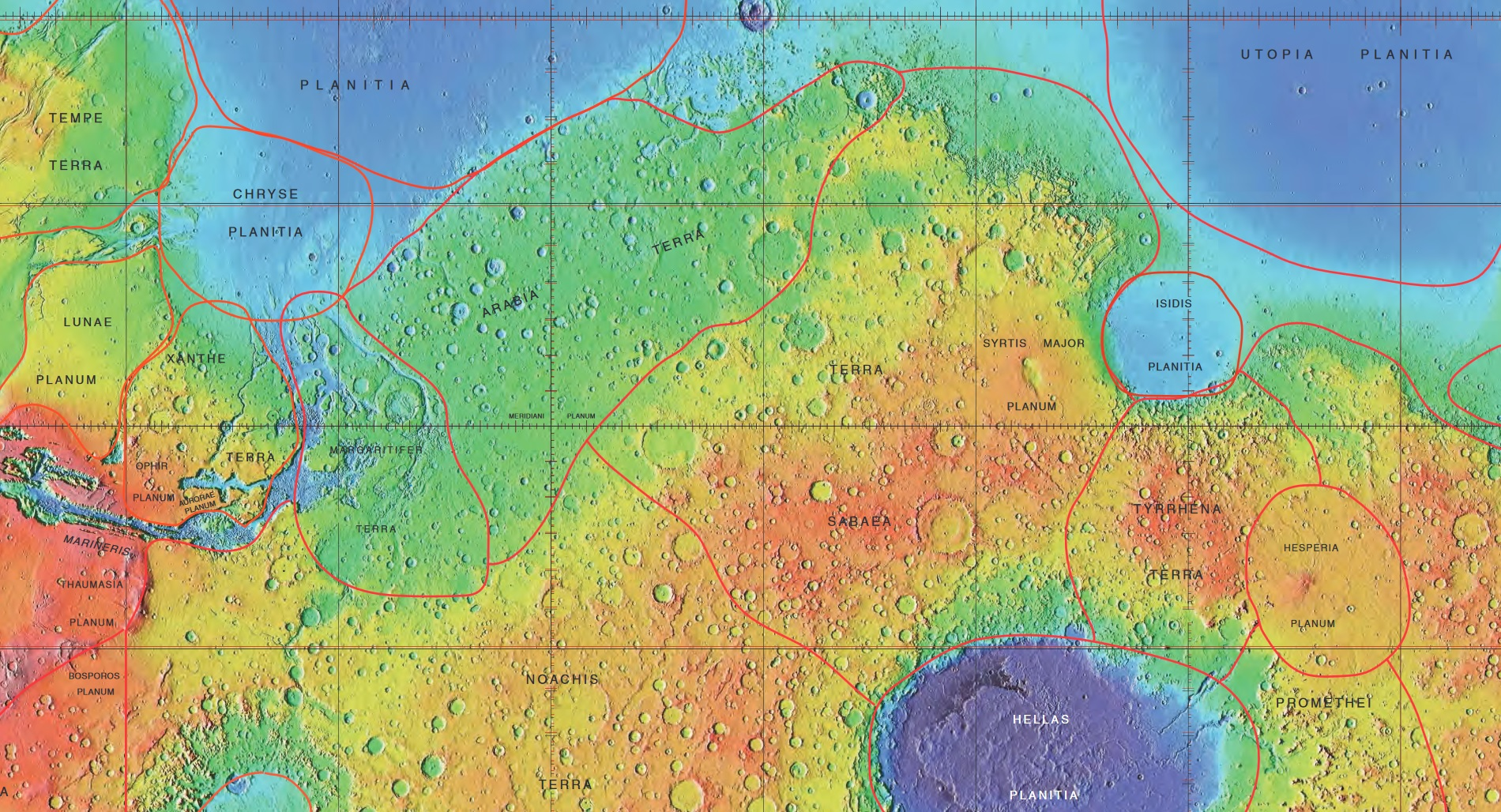
خريطة مولا تبين حدود الأرض العربية وغيرها من المناطق القريبة.

للأرض العربية تضاريس وميزات فريدة من نوعها، ويوجد بها عدد كبير من الفوهات المرتفعة، فيما يعرف بفوهات القواعد (pedestal crater)، والتي تشكل منحدر على شكل جرف شديد الانحدار. وهذه التضاريس تحمي المواد الخامة الأرضية الموجودة تحتها من التآكل. وتتألف التلال والأكوام المتشكلة على سطح التلال من طبقات عديدة تتراكم فوق بعضها البعض، ويعتقد أن سبب تشكل هذه طبقات هو الفورات البركانية أو بسبب الرياح أو بسبب ترسبات المياه الجوفية. كما يلاحظ شرائط منحدرة داكنة في حوض تيكهونرافوف والذي هو حوض كبير لفوهة متآكلة. وتظهر الشرائط على المنحدرات وهي متغيرة مع مرور الزمن. حيث تبدأ داكنة اللون، ثم تتحول إلى لون أفتح، وربما بسبب ترسب الغبار الفاتح الذي يقع من الجو والذي يهطل بطريقة مشابهة لهطول الثلوج وللانهيارات الثلجية الأرضية.
وهناك العديد من الفرضيات التي تحاول تفسير سبب تشكيل تضاريس المنطقة منها:

### الفرضيات التكتونية
تم إجراء البحوث حول المنطقة في عام 1997 وتم تحديد خواصها بشكل كبير. ولوحظ وجود حزام استوائي بفوهات أصغر سنا من عمر الأجزاء الشمالية للمنطقة، ومن عمر أرض نواتشيس إلى الجنوب. وعزى الأمر لنظام بدائي للأقواس الخلفية الناجمة عن اندساس مناطق المريخ المنخفضة والمتواجدة تحت الأرض العربية تيرا بفترات الزمن النواشي. وتم عزو سبب الانكسارات النمطية لنفس السبب. كما تم رفض التفسيرات التي ترجع هذه الظواهر لعدم استقرار دوران الكوكب، لأنه يحتوي على امتدادات تكتونية الميزة

### الفرضيات البركانية
وفي عام 2013، اقترحت بعض الدراسات العلمية ان سبب تكون التضاريس والفوهات في الأرض العربية يعود لانفجارات بركانية ضخمة بما في ذلك عدن الصخرية (Eden Patera), والفرات الصخرية (Ephrates Patera)، والسيلو باتيرا، وربما فوهة سيميكين، واسمينيا باتيرا، وجيحون باتيرا واوكسوس كافوس، والتي بدأت في أواخر الزمن النواشي وحتى بدايات الزمن الهسبري.

## تأثير نيازك الزمن الحديث
لقد اصطدمت بعض النيازك بالأرض العربية في الفترة بين 30 حزيران/ يونيه 2002 و 5 تشرين الأول/ أكتوبر 2003. وبدراسة ألوان طراحة إحدى الحفر الصغيرة التي وصل قطرها إلى 22.6 متر (74 قدم) ومقارنة انعكاسات الضوء عليها، توصل العلماء إلى نتيجة أن تأثير هذا الاصطدام وصل إلى العمق لوجود الطبقات الجوفية فاتحة اللون.

## في الثقافة الشعبية
في رواية المريخي التي ألفها اندي وير، واجه بطل الرواية عاصفة من الغبار في الأرض العربية أثناء سفره من آسيداليا بلانيتيا إلى شياباريلي.

## معرض صور

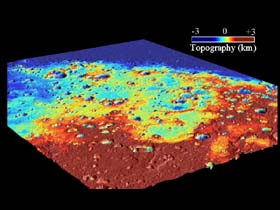
منظر للأرض العربية صورها مساح المريخ العالمي
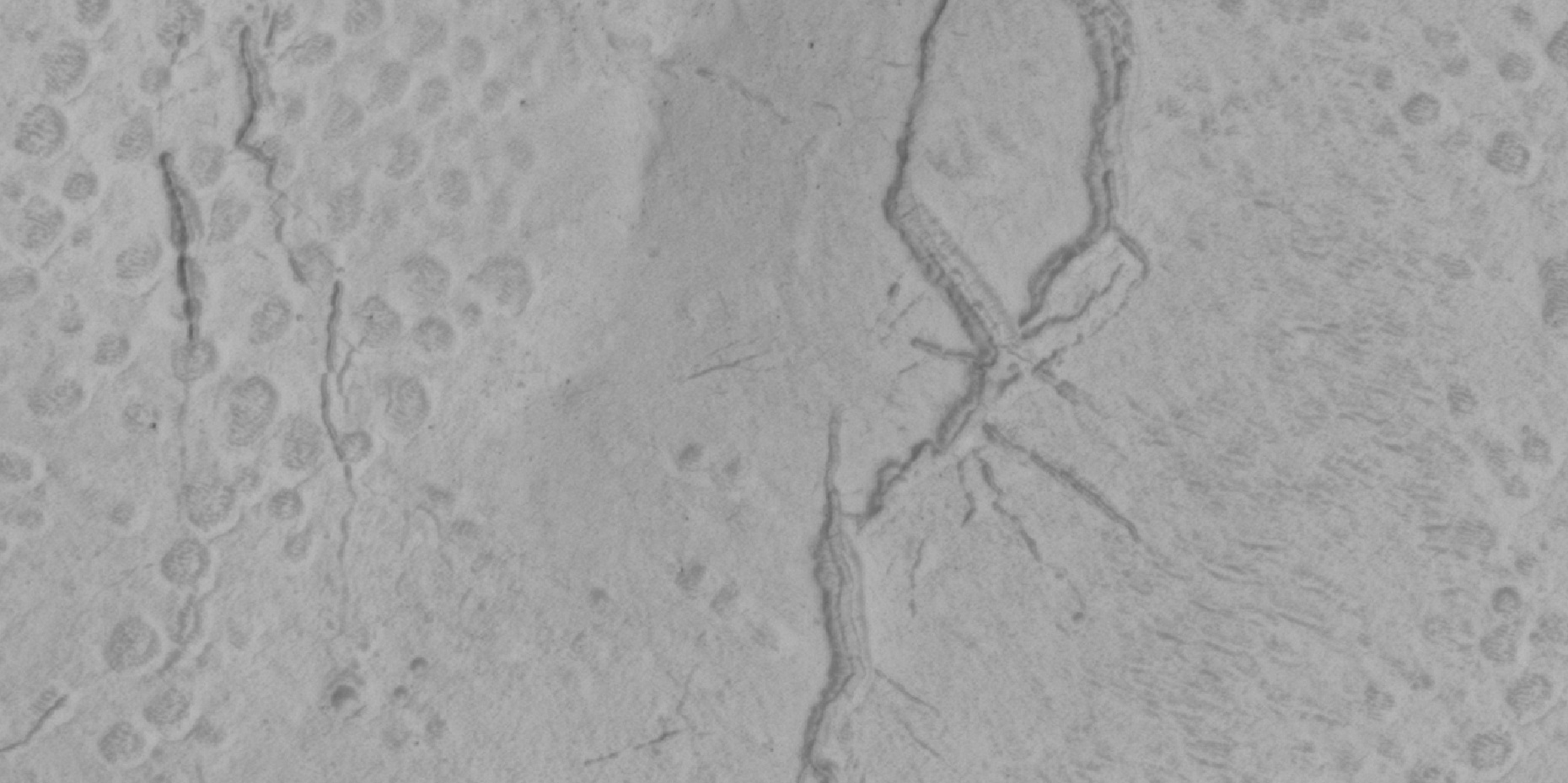
أخاديد وأغوار في المنطقة العربية صورها هايرايز قد تكون تشكلت بسبب تسرب المياه أو الجليد وتركه سطج الأرض.
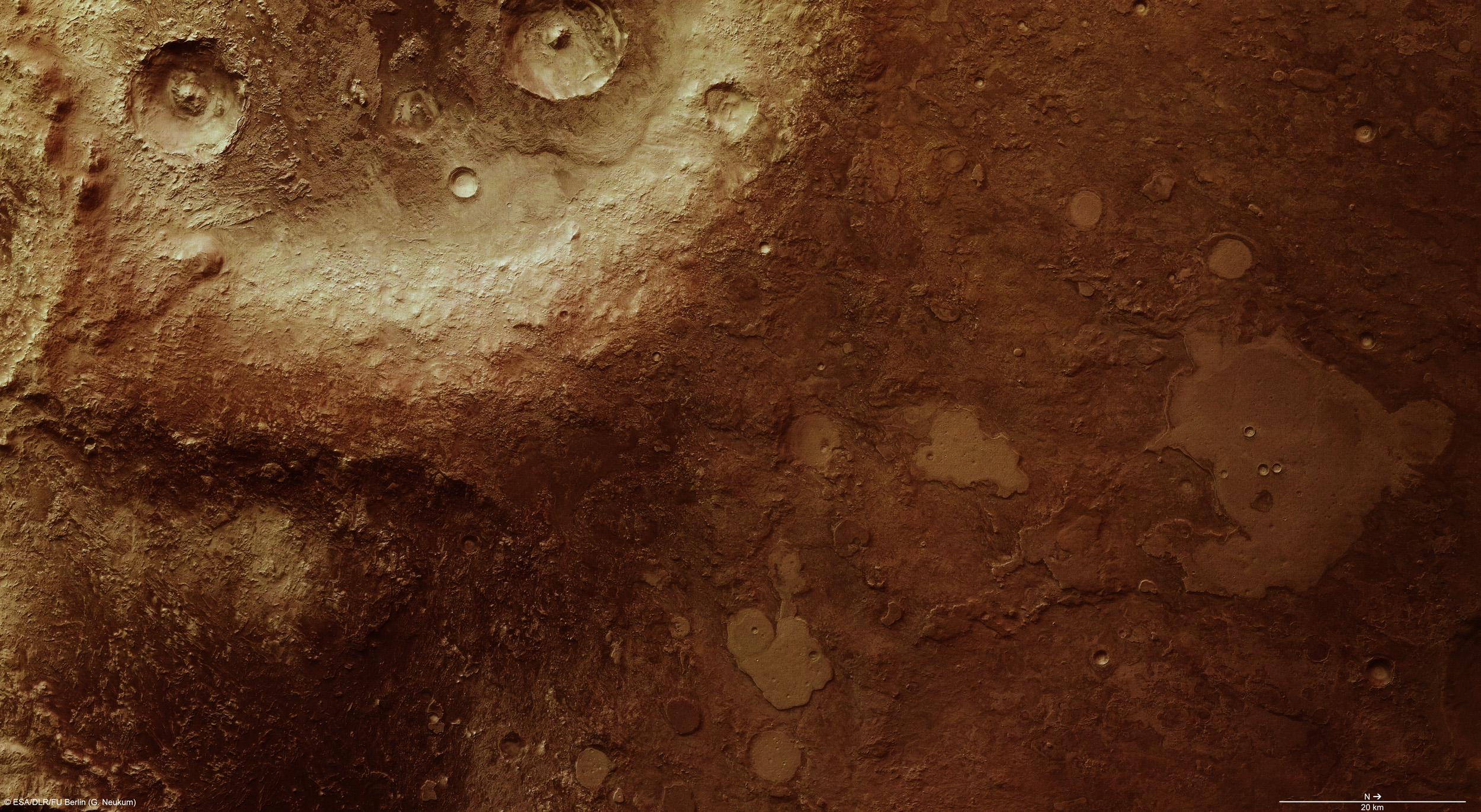
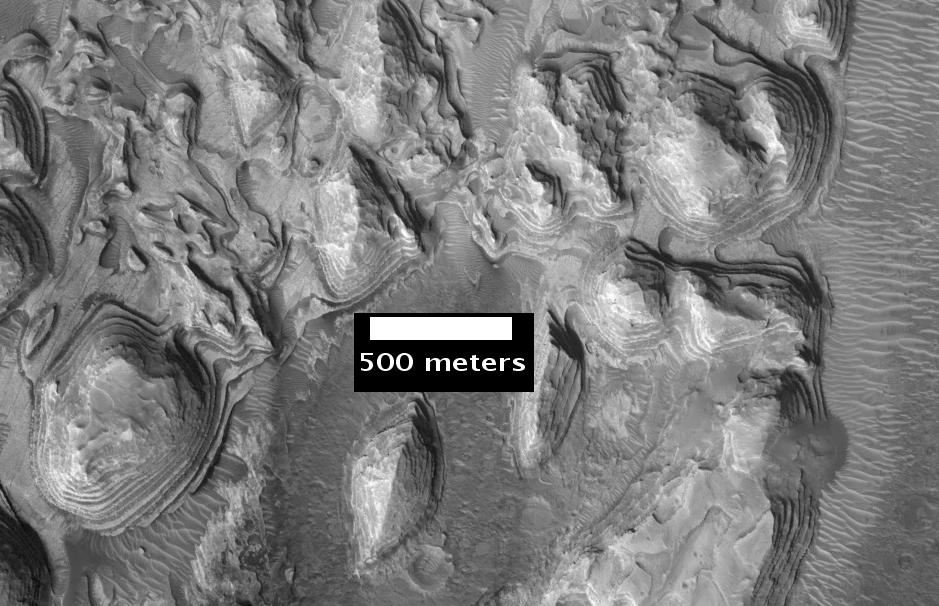
طبقات المنطقة العربية
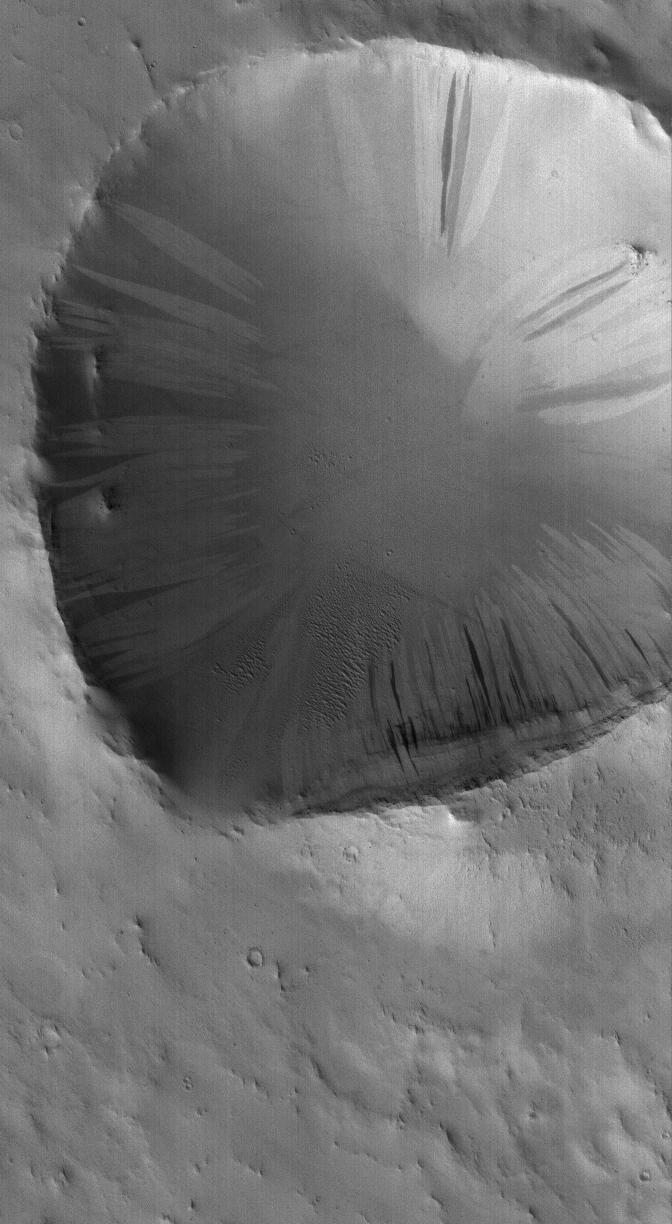
شرائط منحدرة داكنة  في حوض تيكهونرافوف
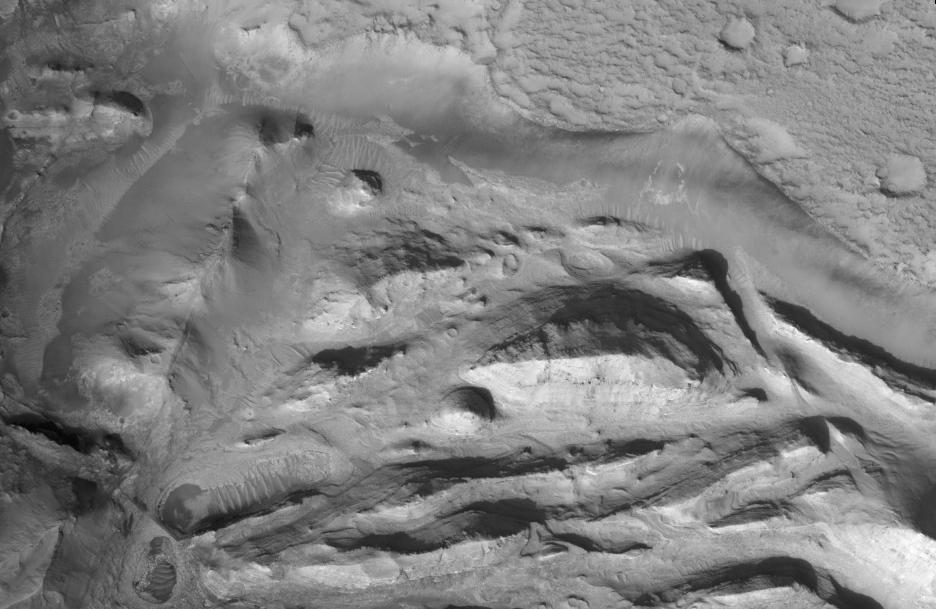
التلال والأودية العميقة في المنطقة العربية